# Estádio Agia Sophia
Estádio Agia Sophia (em grego:  Στάδιο Αγιά Σοφιά), também conhecido como OPAP Arena por motivos de patrocínio, é um estádio de futebol localizado em Nea Filadelfeia, um subúrbio a noroeste de Atenas, Grécia, para o AEK Atenas.
Foi construído no local do Estádio Nikos Goumas, sua antiga casa de campo e inaugurado em 2022.

## História
Em 1926, o terreno em Nea Filadelfeia foi doado como um campo de treinamento para refugiados gregos. Um estádio foi construído no local em 1930, denominado "Nikos Goumas", e se tornou a casa do AEK Athens FC.
Giannis Granitsas, então presidente do AEK, decidiu demolir o estádio em junho de 2003, para construir um novo estádio em Nea Filadelfeia, alegando que o estádio foi seriamente danificado pelo terremoto de Atenas em 1999. Seu plano era construir um novo estádio no mesmo local, que incluiria também um salão de basquete coberto e um shopping. O objetivo era que o estádio ficasse pronto até os Jogos Olímpicos de 2004, o que acabou não acontecendo.
Após a falência e rebaixamento do AEK Athens FC em 2013, Dimitris Melissanidis assumiu a reorganização do clube e recuperou o plano de Hagia Sophia, a primeira apresentação do estádio aconteceu no dia 2 de outubro de 2013, no salão Miltos Kountouras, do Colégio Nea Filadelfia. O gerente de projetos do estádio Dimitris Andriopoulos anunciou as primeiras características e instalações. O estádio cumprirá os critérios para ser uma categoria quatro nas categorias de estádios da UEFA, terá capacidade para 32.500 e contará com 40 suites. Haverá um museu sobre os refugiados gregos que deixaram a Ásia Menor em 1922. Ela oferecerá 1.500–2.000 empregos durante a construção e 250–400 empregos permanentes quando for construída. A construção do estádio estava prevista para começar em 2014 e terminar em 2015. As primeiras imagens do estádio também foram expostas. O estádio foi projetado com base nas Muralhas de Constantinopla, de onde o clube é originário, e será semelhante a um castelo por fora.
Em 2 de janeiro de 2015, o município uma reclamação contra a decisão de gestão de florestas da administração de Atenas, Além disso, 17 cidadãos do município apresentaram uma reclamação em 1 de dezembro de 2014 sobre o mesmo assunto.
O caso foi ouvido no Conselho de Estado em 6 de março de 2015. A decisão foi emitida em 5 de junho de 2015, e rejeitou as reivindicações do município e dos cidadãos como infundadas e obscuras.
O ministro do Meio Ambiente e Energia, Panos Skourletis, assinou o Estudo de Impacto Ambiental do estádio em 31 de março de 2016.
A permissão de planejamento foi adquirida do Ministério do Meio Ambiente em 25 de julho de 2017.

## Financiamento
O custo total de construção é estimado em cerca de € 81.700.000. O financiamento será realizado em três etapas. A primeira fase de construção custará € 25.000.000; a segunda fase € 20.000.000 e a terceira € 14.700.000.

## Construção
A primeira fase de construção consistiu em escavações e contenções, que de acordo com o planeamento inicial durariam 5 meses. A primeira fase foi concluída em 5 de dezembro de 2017.
No dia 6 de fevereiro de 2018, foi anunciado a segunda fase de construção do estádio. Incluem, segundo o anúncio oficial, as restantes obras de terraplenagem, a estrutura de betão e ferro do estádio, a construção dos pilares e, por fim, a construção e instalação das arquibancadas. A conclusão dessa fase está prevista para durar 14 meses. As obras foram iniciadas em 12 de fevereiro de 2018. O operador Dikefalos 1924 mantém um feed ao vivo do andamento da construção em seu site. A terceira e última fase teve início em 30 de março de 2020. O estádio foi inaugurado no dia 30 de setembro de 2022 em cerimônia especial realizada na presença de 32.000 pessoas. A primeira partida aconteceu no dia 3 de outubro de 2022, com o AEK vencendo o Ionikos por 4 a 1, pela 6ª rodada do Campeonato Grego.